# Sorbia
Sorbia is een kevergeslacht uit de familie van de boktorren (Cerambycidae). De wetenschappelijke naam van het geslacht werd voor het eerst geldig gepubliceerd in 1865 door Pascoe.

## Soorten
Sorbia omvat de volgende soorten:
- Sorbia affinis Breuning, 1964
- Sorbia laterialba Breuning, 1939
- Sorbia sericans Breuning, 1948
- Sorbia tarsalis Pascoe, 1865